# Comtat de Passaic
Passaic (/pəˈseɪ./pəˈseɪ. pə-SAY-ik o localment /pəˈseɪk/ pə-sayk) és un comtat de l'estat de Nova Jersey dels Estats Units que forma part de l'àrea metropolitana de Nova York. D'acord al cens dels Estats Units del 2020 era el vuitè comtat més poblat de Nova Jersey, amb una població de 524.118 habitants, la major població registrada al comtat i un augment de 22.892 (+4,6%) respecte al cens del 2010, que reflectia una població de 501.226, suposant un increment de 12.177 (+2,5%) dels 489.049 comptats al cens del 2000.
El lloc més poblat del comtat de Passaic és Paterson, la seu del comtat, amb 159.732 residents al cens del 2020, el qual representa més del 30% de la població del comtat, mentre que West Milford cobria 80.32 milles quadrades (208.0 km2), la major superfície de totes les municipalitats del comtat i més del 40% de la superfície del comtat. El comtat és part de la regió estatal de North Jersey.
El comtat de Passaic es creà el 7 de febrer de 1837 a partir de parts dels comtats de Bergen i d'Essex. El comtat rep el nom de "pasaeck", un mot procedent del lenape que significa "vall".

## Geografia i clima

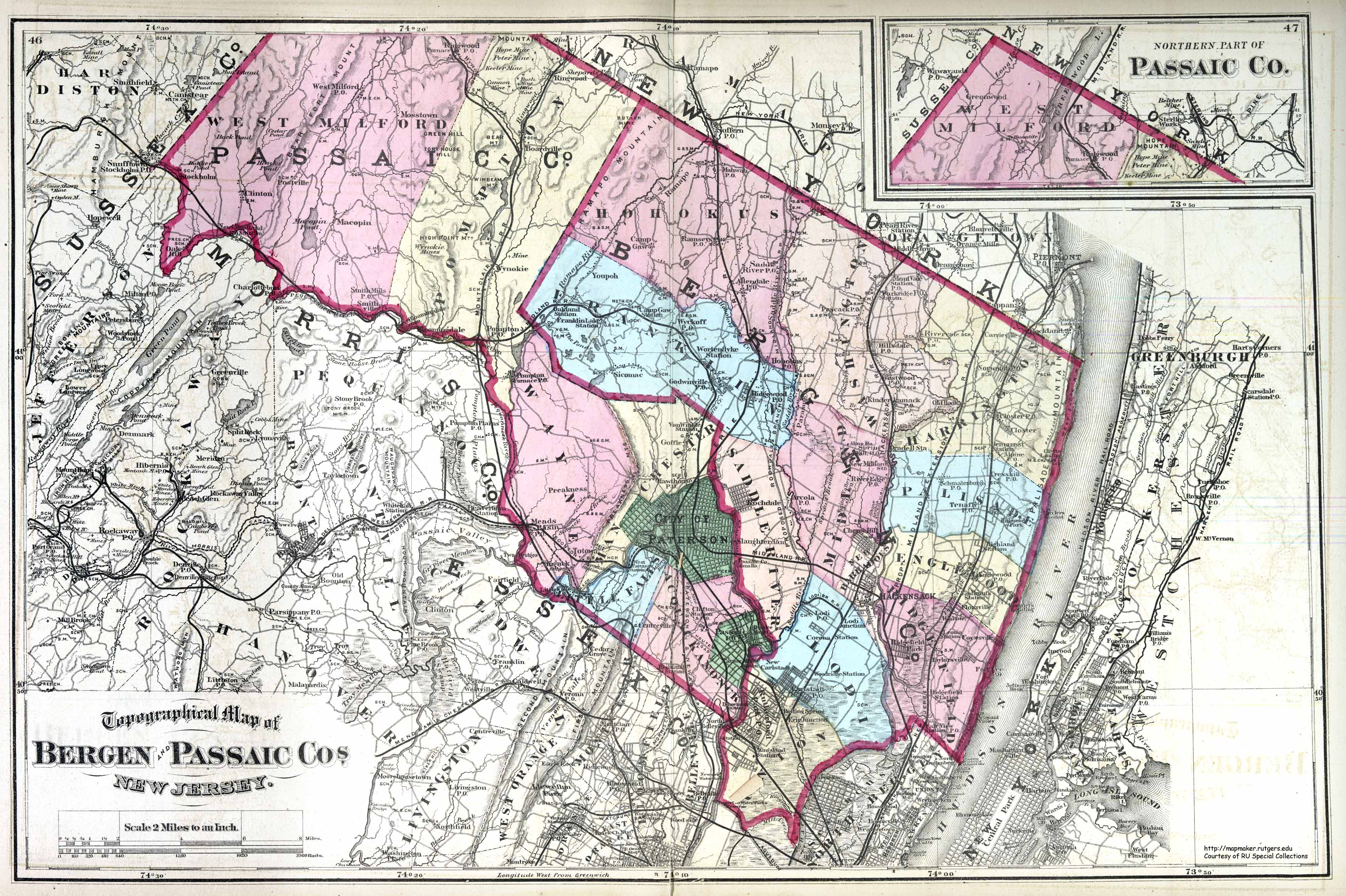
Plànol representant els comtats de Bergen i Passaic, 1872

En els darrers anys les temperatures mitjanes a Paterson, la seu del comtat, han oscil·lat entre una mínima de 19 °F (−7 °C) al gener fins a una màxima de 86 °F (30 °C) al juliol, tot i que s'ha registrat una mínima històrica de −11 °F (−24 °C) el gener del 1961 i el rècord de màxima tª de 105 °F (41 °C) es produí el setembre del 1953. La precipitació mitjana mensual oscil·la entre 2.86 polzades (73 mm) al febrer fins a 4.78 polzades (121 mm) al setembre. El comtat té un clima continental humit amb estius càlids (Dfa) llevat a les zones més altes del nord on és d'estiu càlid (Dfb).
El punt més alt és a les serres de Bearfort Ridge a West Milford a uns 1,480 peus (450 m) sobre el nivell del mar. El punt més baix és d'uns 20 peus (6.1 m) al llarg del riu Passaic a Clifton. La meitat sud-est i més poblada del comtat és plana, al llarg dels rius Passaic i Pompton, o lleugerament muntanyosa, entre les Watchung Mountains. El sector nord-oest és accidentat i muntanyós, formant part de les terres altes de Nova Jersey (New Jersey Highlands).
D'acord a l'Oficina del Cens dels Estats Units en el cens del 2020 el comtat tenia una superfície de 198.39 milles quadrades (513.8 km2), de les quals 186.01 milles quadrades (481.8 km2)   eren terra ferma (93,8%) i 12.38 milles quadrades (32.1 km2)   eren cobertes d'aigua (6,2%).

## Demografia

### Cens del 2020
D'acord al cens dels Estats Units del 2020 el comtat tenia 524.118 habitants, 168.059 llars i 120.593 famílies i una densitat de 2,817.8 habitants per milla quadrada (1,088.0/km2) . Hi havia 185.367 habitatges amb una densitat mitjana de 996.59 per milles quadrades (384.8/km2). D'acord als criteris de raça i etnicitat en el cens dels Estats Units, el perfil racial del comtat era d'un 38,8% blancs, un 9,9% afroamericans, un  5,76% asiàtics, un 0,13% nadius americans i un 1,95% de dues o més races. Els hispans o llatins de qualsevol raça representaven el 42,74% de la població.
Dels 168.059 habitatges, en el 30,4% hi vivien menors de 18 anys, en el 48,6% hi vivien parelles casades, en el 30% dones solteres, en el 15,2% homes sense dona i el 28,2% no eren unitats familiars. En el 47,5% dels habitatges hi vivien persones soles l'11,4% entre les quals hi havia persones de 65 anys o més vivint-hi soles. El nombre mitjà de persones per habitatge era de 2,93 i el nombre mitjà de persones vivint a cada família era de 3,49.
Al voltant del 23,7% de la població del comtat era menor de 18 anys, el 9,6% tenia entre 18 i 24 anys, el 39,6% tenia entre 15 i 44 anys i el 15,0% tenia 65 anys o més. La mitjana d'edat era de 37,7 anys. La proporció de gènere de la ciutat era un 48,8% d'homes i un 51,2% de dones. Per cada 100 dones hi havia 95,3 homes.
La renda mediana per habitatge del comtat era de 77.040 $ i la renda mediana familiar era de 81.873 $. Un 13,4% de la població estava sota del llindar de pobresa, incloent el 24,7% dels menors de 18 anys i l'11,6% dels 65 anys o més.

### Cens del 2010
El Cens dels Estats Units del 2010 comptà 501.226 persones, 166.785 llars i 120.919 famílies al comtat i una densitat de 2.715,3 per milla quadrada (1.048,4/km 2). Hi havia 175.966 habitatges amb una densitat mitjana de 953,3 per milla quadrada (368,1/km 2). D'acord als criteris de raça i etnicitat en el cens dels Estats Units, el perfil racial era del 62,65% (314.001) de blancs, 12,83% (64.295) de negres o afroamericans, un 0,67% (3.348) de nadius americans, un 5,01% (25.092) d'asiàtics, un 0,03% (156) d'illencs del Pacífic, un  15,11% eren d'altres races i el 3,71% (18.599) de dues o més races. Els hispans o llatins de qualsevol raça representaven el 37,04% (185.677) de la població.
En les 166.785 llars, el 34,5% tenia menors de 18 anys; El 48,7% eren parelles casades que convivien; En un 17,5% eren dones solteres, sense marit, i un 27,5% no eren unitats familiars. En un 22,6% dels habitatges hi vivien persones soles el 9,4% de les quals corresponien a persones de 65 anys o més vivint-hi soles. El nombre mitjà de persones als habitatges era de 2,94 i el nombre mitjà de persones que vivien en cada habitatge familiar era de 3,45.
El 24,9% de la població tenia menys de 18 anys, un 10,3% entre 18 i 24, un 27,1% entre 25 i 44, un 25,7% entre 45 i 64 i un 12% 65 anys o més. La mitjana d'edat era de 36,1 anys. Per cada 100 dones hi havia 94,2 homes. Per cada 100 dones de 18 o més anys hi havia 91,1 homes.
Les parelles del mateix sexe eren una de cada 149 llars el 2010.

### Cens de l'any 2000
Segons el cens dels Estats Units del 2000al comtat hi havia 489.049 persones, 163.856 llars i 119.614 famílies i una densitat de 2,639 habitants per milla quadrada (1,019/km2). Hi havia 170.048 habitatges amb una densitat mitjana de 918 per milles quadrades (354/km2). D'acord als criteris de raça i etnicitat en el cens dels Estats Units, el perfil racial del comtat era d'un 62,32% de blancs, un 13,22% negres o afroamericans, un 0,44% de nadius americans, un 3,69% d'asiàtics, un 0,04% eren illencs del Pacífic, un 16,24% d'altres races i un 4,05% de dues o més races. El 29,95% de la població era hispana o llatina de qualsevol raça.Entre els que van informar de la seva ascendència, el 16,6% eren d'ascendència italiana, el 9,5% irlandesa, el 8,1% alemanya i el 6,2% polonesa segons el cens de 2000.
Dels 163.856 habitatges en un 35,60% hi vivien menors de 18 anys, en un 51,50% hi vivien parelles casades, en un 16,00% dones solteres i un 27,00% no eren nuclis familiars. En el 22,20% dels habitatges hi vivien persones soles el 9,50% de les quals corresponia a persones de 65 anys o més que vivien soles. El nombre mitjà de persones vivint en cada habitatge era de 2,92 i el nombre mitjà de persones que vivien en cada família era de 3,42.
Per edats la població es repartia en les següents classes etàries: un 26,10% eren menors de 18 anys, un 9,30% tenien entre 18 i 24, un 31,30% entre 25 i 44, un 21,30% entre 45 i 60 i un 12,10% 65 anys o més; amb una mitjana d'edat de 35 anys. Per cada 100 dones hi havia 94,00 homes. Per cada 100 dones de 18 o més anys hi havia 90,80 homes.
La renda mediana de les llars del comtat era de 49.210 $ i la renda mediana familiar era de 56.054 $. Els homes tenien una renda mediana de 38.740 $ mentre que la de les dones era de 29.954 $. La renda per capita del comtat era de 21.370 $. Al voltant del 9,40% de les famílies i el 12,30% de la població estaven per davall del llindar de pobresa, entre ells el 17,30% dels menors de 18 anys i el 9,20% dels 65 o més.

## Govern

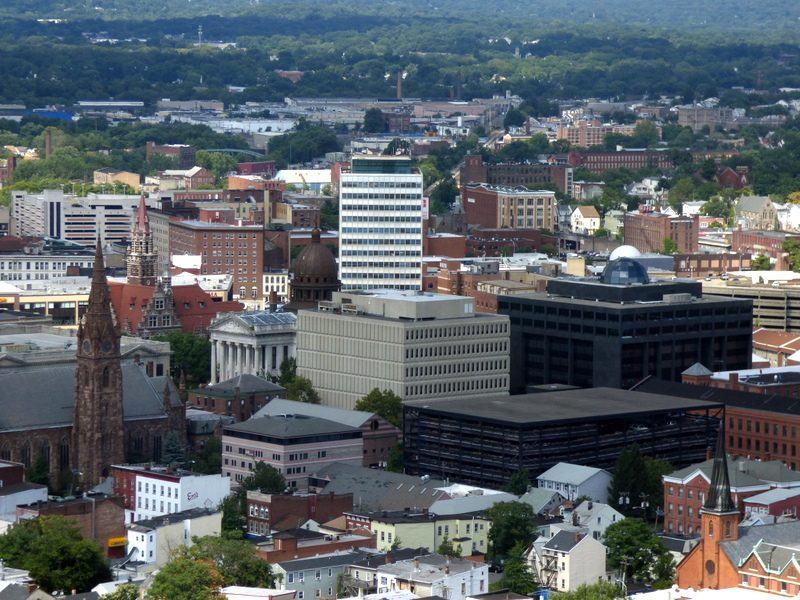
El complex del Palau de Justícia i Administració del Comtat de Passaic (centre) es troba al centre de Paterson.

El complex del Palau de Justícia i Administració del Comtat de Passaic és a la seu del comtat de Paterson. En la forma de govern de la comissió del comtat de Passaic, la Junta de Comissionats del Comtat (Board of County Commissioners) exerceix les responsabilitats tant executives com legislatives. S'escullen set comissionats amb mandats de tres anys de manera escalonada. Un director i un director adjunt són triats d'entre els set comissionats , en una reunió anual de reorganització al gener. El comtat de Passaic opera per mitjà de sis comitès permanents de la Junta de Comissionats. Aquests son: Administració i Finances; Salut, Educació i Afers Comunitaris; Obres Públiques i Edificis i Terres; Dret i seguretat pública; Serveis Humans i Planificació i Desenvolupament Econòmic. Els comissionats també nomenen persones als departaments, agències, juntes i comissions per a l'administració efectiva del govern del comtat. El 2016 els comissionats eren retribuïts amb 28.500 dòlars i el director va rebien 29.500 dòlars anualment. Els comissionats seleccionen un administrador del comtat, que, en el paper d'oficial administratiu en cap, supervisa el funcionament diari del govern del comtat i els seus departaments; El conseller del comtat Matthew Jordan va prendre possessió com a administrador el 2022, succeint a Anthony J. DeNova III, que havia exercit com a administrador durant 19 anys.
Els comissionats del comtat de Passaic són (amb els termes de president i vicepresident que finalitzen cada 31 de desembre):
| comissionats                               | Partit, residència, finalització del termini |
| ------------------------------------------ | -------------------------------------------- |
| Director John W. Bartlett                  | D, Wayne, 2027                               |
| La sotsdirectora Cassandra "Sandi" Lazzara | D, Little Falls, 2027                        |
| Orlando Cruz                               | D, Paterson, 2026                            |
| Terry Duffy                                | D, West Milford, 2025                        |
| Rodney DeVore                              | D, Paterson, 2027                            |
| Bruce James                                | D, Clifton, 2026                             |
| Pasquale "Pat" Lepore                      | D, Woodland Park, 2025                       |

Els republicans no han guanyat càrrecs al comtat des del 2021. El tercer lloc del 2021 de Nicolino Gallo per als tres seients de la Junta en joc representa llavors el primer cop que un republicà ha estat al govern del comtat des que la senadora estatal Kristin Corrado deixà el seu càrrec com a secretària del comtat quan guanyà aquest escó el 2017, així com el primer cop que la Junta ha tingut cap membre republicà des de l'any 2012, quan Deborah Embrore esdevingué. Marrotta i Edward O'Connell foren derrotats. El març de 2023 la comissió va jurar Orlando Cruz, el president de Greater Paterson Chamber (així com el seu homòleg del veí Wayne), per substituir el comissionat retirat TJ Best, qui dimití a principis de mes per passar temps amb els seus familiars a Geòrgia.
Els alts càrrecs constitucionals elegits a tot el comtat són:
| Oficina del Comtat                           | Partit, residència, finalització del termini |
| -------------------------------------------- | -------------------------------------------- |
| Secretaria del comtat Danielle Ireland-Imhof | D, Hawthorne, 2028                           |
| El xèrif Thomas Adamo                        | D, Wayne, 2027                               |
| Subrogada Zoila S. Cassanova                 | D, Wayne, 2026                               |

La fiscal del comtat de Passaic és Camelia M. Valdes de Bloomingdale, que fou nomenada pel governador de Nova Jersey Jon S. Corzine el maig de 2009, i tornada a nomenar pel governador Chris Christie el juny de 2015. El Comtat de Passaic constitueix el Vicinage 11 del Tribunal Superior de Nova Jersey i té seu a la Palau de Justícia del Comtat de Passaic a Paterson; el jutge del Vicinage 11 és Ernest M. Caposela. L'oficina del xèrif del comtat de Passaic i la fiscalia del comtat de Passaic apliquen la llei a nivell de comtat, que de tant en tant ajuden les forces policials locals amb investigacions o patrullatge.

### Representants federals
Tres Districtes del Congrés cobreixen el comtat, amb gran part de la porció septentrional del comtat en el 5è Districte, la majoria de la porció meridional del comtat en el 9è Districte, i la porció central del comtat en l'11è Districte.

### Representants estatals
Els 16 municipis del comtat de Passaic estan representats per set districtes legislatius separats.
| Districte | Senador               | Assemblea                                     | Municipalitats |
| --------- | --------------------- | --------------------------------------------- | --- |
| 25è       | Anthony Bucco (R)     | Christian Barranco (R) Aura Dunn (R)          | West Milford. La resta d'aquest districte cobreix parts del comtat de Morris.                                                    |
| 26è       | Joseph Pennacchio (R) | Brian Bergen (R) Jay Webber (R)               | Bloomingdale, Pompton Lakes, Ringwood i Wanaque . La resta d'aquest districte cobreix parts del comtat de Morris .               |
| 27è       | John McKeon (D)       | Rosaura Bagoile (D) Alixon Collazos-Gill (D)  | Clifton . La resta d'aquest districte cobreix parts del comtat d'Essex .                                                         |
| 35è       | Nellie Pou (D)        | Shavonda E. Sumter (D) Benjie E. Wimberly (D) | Haledon, North Haledon, Paterson i Prospect Park . La resta d'aquest districte cobreix parts del comtat de Bergen .              |
| 36è       | Paul Sarlo (D)        | Gary Schaer (D) Clinton Calabrese (D)         | Passaic. La resta d'aquest districte cobreix parts del comtat de Bergen.                                                         |
| 40è       | Kristin Corrado (R)   | Al Barlas (R) Christopher DePhillips (R)      | Hawthorne, Little Falls, Totowa, Wayne i Woodland Park. La resta d'aquest districte inclou parts dels comtats de Bergen i Essex. |

El 2004, la Legislatura de Nova Jersey va aprovar la Highlands Water Protection and Planning Act (Llei de planificació i protecció de l'aigua de les terres altes), que regula la regió de les Terres altes de Nova Jersey. L'àrea nord-oest del comtat, inclosos els municipis de Bloomingdale, Pompton Lakes, Ringwood, Wanaque i West Milford, es va incloure a l'àrea de preservació de les terres altes i està subjecta a les regles de la llei i al Highlands Water Protection and Planning Council, una divisió del Departament de Protecció Ambiental de Nova Jersey.  Part del territori de la regió protegida està classificat com a zona de preservació de les terres altes i, per tant, està subjecte a normes addicionalsrules.

### Carreteres i autopistes
El comtat de Passaic té nombroses carreteres importants que circulen dins dels seus límits:
Les principals carreteres que passen pel comtat son: CR 502 (només a Wayne), Country Route (CR) 504, CR 509 CR 511 i CR 513.
La ruta 19 travessa completament el comtat, connectant Garden State Parkway amb la Interestatal 80 i Paterson. Tant la Ruta 20 com la Ruta 21 recorren la frontera oriental al costat del riu Passaic. La Ruta 23 travessa la secció oest del comtat, mentre que la Ruta 3 i la Ruta 161 passen per Clifton . La ruta 62 també passa per tot Totowa. La ruta nord-americana 202 només va aproximadament de nord a sud al municipi de Wayne, mentre que la ruta nord-americana 46 el travessa d'est a oest.
L'Interstatatasl 80 (Bergen-Passaic Expressway) travessa el comtat d'est a oest, mentre que la Interestatal 287 passa per les àrees muntanyoses de Passaic. La Garden State Parkway també recorre el comtat només a Clifton.

## Política
El comtat de Passaic ha sigut tradicionalment un comtat swing, ja que, entre 1920 i 1992, sempre ha votat pel guanyador nacional en tots els comicis llevat dos cops (el 1976 i el 1992) . Des de 1996, el comtat s'ha inclinat a la banda demòcrata fins fa poc, ja que els republicans han guanyat intenció de vot, especialment a les àrees més urbanes. A les eleccions presidencials de 2016, el suport demòcrata disminuí fins al 59,5%, tot i que la candidata Hillary Clinton encara guanyà al comtat amb comoditat en general, i les eleccions presidencials de 2020 el suport demòcrata disminuí fins al 57,5%, un marge del 16,5% per a l'exvicepresident Joe Biden sobre el president republicà Donald Trump, un marge més ampli que al conjunt estatal. Al municipi homònim del comtat de Passaic, la petita ciutat de Passaic, és produí la caiguda general més gran de Biden en comparació amb Clinton entre els seus municipis, cosa que va ajudar a Trump a reduir la bretxa del comtat en general el 2020 en comparació amb el 2016:
2016: Clinton 12.275 (75%) - Trump 3.743 (22,8%) la resta de candidats obtingueren 347 vots combinats a la ciutat - 2,2%.
2020: Biden 11.638 (62,5%) - Trump 6.835 (36,7%) la resta de candidats obtingueren 162 vots combinats a la ciutat - 0,8%.
A les eleccions presidencials del 2024 Donald Trump capgirà el comtat republicà i, sobretot, les ciutats de Passaic i Clifton. Aquest resultat coincidí amb la tendència cap a la dreta del comtat dels darrers anys, que també es produí a les eleccions a governadors del 2021, i la nació en aquestes eleccions. Donald Trump es convertí en el primer republicà en guanyar unes eleccions presidencials al comtat des de George H. W. Bush a les eleccions presidencials del 1992 . A l'1 d'agost de 2020 al comtat de Passaic hi havia un total de 318.029 votants registrats , dels quals 128.114 (40,3%) estaven registrats com a demòcrates, 64.389 (20,3%) estaven registrats com a republicans i 120.282 (37,8%) estaven registrats com a no afiliats. Hi havia 5.244 votants (1,7%) inscrits a altres partits. Entre la població del cens de 2010 del comtat, el 53,2% es va registrar per votar, inclent el 70,8% dels majors de 18 anys.

## Municipalitats
Les 16 municipalitats del comtat de Passaic (amb dades del cens de 2010 per a la població, els habitatges i l'àrea en milles quadrades) foren: al costat del seu municipi matriu s'enumeren altres comunitats no incorporades del comtat. La majoria d'aquestes àrees són llocs designats pel cens (CDP) creats per l'Oficina del Cens dels Estats Units amb finalitats d'enumeració dins d'un Township. Al costat del nom també apareixen altres comunitats i enclavaments existents en un municipi.
| Municipalitat     | Tipus mun. | Pob.    | Habitatges units | Àrea total | Sup. aquàtica | Sup. terrestre | Dens. població | Dens. habitatges | Districte escolar                         | Comunitats no incorporades/ notes |
| ----------------- | ---------- | ------- | ---------------- | ---------- | ------------- | -------------- | -------------- | ---------------- | ----------------------------------------- | --- |
| Bloomingdale      | Borough    | 7.777   | 3.089            | 9,17       | 0.45          | 8,71           | 878,6          | 354,5            | Butler (9-12) (S/R) Bloomingdale (K-8)    | |
| Clifton           | Ciutat     | 90.296  | 31.946           | 11,40      | 0,14          | 11,26          | 7.472,0        | 2.837,1          | Clifton                                   | |
| Haledon           | Borough    | 9,052   | 2.932            | 1,16       | 0,00          | 1,15           | 7.203,9        | 2.539,3          | Manchester (9-12) Haledon (PK-8)          | |
| Hawthorne         | Borough    | 19.637  | 7.756            | 3,36       | 0,03          | 3,33           | 5.635,3        | 2.326,0          | Hawthorne                                 | |
| Little Falls      | Township   | 13.360  | 4.925            | 2,81       | 0,07          | 2,74           | 5.276,2        | 1.800,5          | Passaic Valley (9-12) Little Falls (K-8)  | Great Notch CDP (3,289) Singac CDP (3,602) |
| North Haledon     | Borough    | 8.927   | 3.213            | 3,50       | 0,04          | 3.45           | 2.436,8        | 930,2            | Manchester (9-12) North Haledon (PK-8)    | |
| Passaic           | Ciutat     | 70.537  | 20.432           | 3,24       | 0,10          | 3,15           | 22.179,6       | 6.494,2          | Passaic                                   | |
| Paterson          | Ciutat     | 159,732 | 47,946           | 8.70       | 0.28          | 8.43           | 18,948.0       | 5,688.7          | Paterson                                  | |
| Pompton Lakes     | Borough    | 11.127  | 4,341            | 3.19       | 0.28          | 2.91           | 3,809.1        | 1.490,1          | Pompton Lakes                             | |
| Prospect Park     | borough    | 6.372   | 1.931            | 0,48       | 0,00          | 0,48           | 12.347,2       | 4.065,2          | Manchester (9-12) Prospect Park (PK-8)    | |
| Ringwood          | Borough    | 11.735  | 4.331            | 28,17      | 2,96          | 25,21          | 485,0          | 171,8            | Lakeland (9-12) Ringwood (K-8)            | |
| Totowa            | Borough    | 11,065  | 3,918            | 4.07       | 0.07          | 3.99           | 2,704.9        | 980,9            | Passaic Valley (9-12) Totowa (PK-8)       | |
| Wanaque           | Borough    | 11.317  | 4.184            | 9,25       | 1,26          | 7,99           | 1.391,2        | 523,7            | Lakeland (9-12) Wanaque (PK-8)            | Haskell |
| Wayne             | Township   | 54.838  | 19.768           | 25,17      | 1,45          | 23,73          | 2.306,0        | 833,1            | Wayne                                     | Packanack Lake CDP (6.261 habitants) Pines Lake CDP (3.033 h.) Preakness CDP (18.487 h.) William Paterson University of New Jersey CDP (1.417)               |
| West Milford      | Township   | 24.862  | 10.419           | 80,32      | 5,23          | 75,09          | 344,3          | 138,8            | West Milford                              | Cooper Hewitt CDP (1.912 h.) Macopin CDP (2.199) Newfoundland CDP (part; 1.145 h.) Oak Ridge CDP (part; 10.996 h.) Upper Greenwood Lake CDP (part; 3.687 h.) |
| Woodland Park     | Borough    | 13.484  | 4.835            | 3,11       | 0,15          | 2,96           | 3.987,9        | 1.631.4          | Passaic Valley (9-12) Woodland Park (K-8) | (antigament West Paterson) |
| Comtat de Passaic | Comtat     | 524.118 | 175.966          | 197,11     | 12,51         | 184,59         | 2.715,3        | 953,3            |                                           | |

### Altres comunitats
- Montclair State University CDP (part; 2.180)

## Economia
L'Oficina d'Anàlisi Econòmica calculà que el producte interior brut del comtat era de 20,5  milers de milions dòlars el 2021, fent que ocupés 13è el lloc a nivell estatal, suposant un augment del 4,8% respecte a l'any anterior.

### Residents corporatius
- L'antiga seu corporativa nord-americana de Toys "R" Us  es trobava a Wayne.[66]
- La seu corporativa de Valley National Bank es troba a Wayne.[67]
- JVC té la seva oficina als Estats Units a Wayne i dóna feina a aproximadament 19.040 treballadors.[68]

## Educació
- Passaic County Community College, fundat el 1971, dóna servei als estudiants del comtat de Passaic als campus de Paterson, Wanaque i Wayne.[69]
- La Universitat William Paterson, establerta el 1855, és una universitat pública situada a Wayne.[70]
- La Universitat Estatal Montclair, fundada el 1908, és una universitat pública situada a Montclair, així com parts de Little Falls i Clifton.[71]

## Mitjans de comunicació
El comtat de Passaic rep les emidssions de televisió i ràdio comercials de la ciutat de Nova York i la televisió pública de la xarxa de New Jersey.
- The West Milford Messenger, diari comunitari a la zona de West Milford[72]
- The Record, Suburban Trends i AIM West Milford, un diari comunitari setmanal[73]

## Punts d'atracció
- Dey Mansion, a Preakness, Wayne, va servir com a quarter general de Washington en diverses ocasions durant la Guerra de la Independència dels Estats Units.[74]
- Garret Mountain Reservation a Paterson i Woodland Park és un National Natural Landmark que cobreix 568 acres (230 ha).[75]
- Parc històric nacional de Paterson Great Falls a Paterson [76]
- High Mountain Park Preserve a Wayne [77]
- Hinchliffe Stadium de Paterson és un estadi amb 7.000 seients que es va utilitzar com a lloc per al beisbol de la lliga negra i és la casa dels New Jersey Jackals de la Frontier League . Després de 25 anys al Yogi Berra Stadium al campus de la Universitat Estatal de Montclair, els Jackals es van traslladar a l'estadi Hinchliffe per a la temporada 2023 a partir del maig de 2023.[78]
- Lambert Castle a Paterson [79]
- Long Pond Ironworks State Park a West Milford[80]
- Museu de Paterson, allotjat a la Rogers Locomotive and Machine Works a Paterson [81]
- Ringwood State Park a Ringwood[82]
- Skylands, el jardí botànic de l'estat de Nova Jersey a Ringwood, són jardins formals oberts al públic durant tot l'any. Construïda originalment per a Clarence MacKenzie Lewis a la dècada de 1920, tota la propietat va ser adquirida per l'estat de Nova Jersey el 1966 per formar un jardí botànic estatal que cobreix 4,000-acre (16 km2)   que inclouen un jardí  de lilas, un passeig de magnòlies, el Wild Flower Garden, la Crab Apple Vista, un passeig de 166 arbres que s'estén gairebé mitja milla i el Perennial Garden.[83]
- Estadi Yogi Berra a Little Falls - situat al campus de la Universitat Estatal de Montclair, l'estadi fou la seu dels New Jersey Jackals fins al 2022,[84] així com l'equip de beisbol de Montclair State. L'estadi té una capacitat de 5.000 persones, amb seients permanents de 3.784, i seients de gespa, que en tenen 1.500 addicionals.[85]